# Literaturjahr 1922
Liste der Literaturjahre

◄◄ | ◄ | 1918 | 1919 | 1920 | 1921 | Literaturjahr 1922 | 1923 | 1924 | 1925 | ►►

Weitere Ereignisse

## Ereignisse

### Prosa
- 2. Februar: Der Roman Ulysses von James Joyce erscheint als Buch in Paris.
- Februar: Franz Kafka beginnt vermutlich nach einem gesundheitlichen Zusammenbruch während eines Erholungsaufenthaltes im Riesengebirge in Spindlermühle in der Nähe von Schloss Friedland mit der Arbeit an dem Roman Das Schloss. Im März stellt er seinem Freund Max Brod das Geschaffene vor. Den Sommer verbringt Kafka zur weiteren Erholung in Westböhmen in Plan, dort führt er den Roman weiter. Am 1. Juli wird er endgültig pensioniert, da eine Arbeitsfähigkeit nicht mehr zu erwarten ist. Im Herbst muss er zurück nach Prag, die Gesundheitsprobleme nehmen zu. Kafka legt nach dieser Unterbrechung das Romanfragment endgültig beiseite.
- Michail Afanassjewitsch Bulgakow veröffentlicht in der russischsprachigen Literaturzeitschrift Nakanune in Berlin die Erzählungen Aufzeichnungen auf Manschetten (18. Juni), Die Abenteuer Tschitschikows (24. September) und Die rote Krone (22. Oktober). Im gleichen Jahr erscheint auch die Kurzgeschichte Die Arbeiterkommune im Elpit-Haus in Heft 2 des Petrograder Krasny schurnal dlja wsech.
- 27. Oktober: Jacob’s Room, Virginia Woolfs dritter Roman, wird im eigenen Verlag, der Hogarth Press, veröffentlicht.
- Dezember: Felix Salten veröffentlicht – auf 1923 vordatiert – den Roman Bambi. Eine Lebensgeschichte aus dem Walde.

- Sinclair Lewis veröffentlicht den satirischen Roman Babbitt, in dem die amerikanische Mittelschicht in der Zeit vor der Weltwirtschaftskrise dargestellt wird.
- F. Scott Fitzgerald veröffentlicht seinen zweiten Roman The Beautiful and Damned.
- Von Ryūnosuke Akutagawa erscheint die Kurzgeschichte Im Dickicht.
- Von Margery Williams erscheint das Kinderbuch The Velveteen Rabbit in Buchform.
- Von dem evangelischen Pfarrer und Schriftsteller Artur Brausewetter erscheint der Roman Die Badejungen von Zoppot – einer von insgesamt rund 50 Romanen, die er in seinem Leben verfasste.

### Lyrik
- Februar: Rainer Maria Rilke verfasst den Gedichtszyklus Die Sonette an Orpheus.

- Mit seinem homophilen Gedichtband Canções löst der Portugiese António Botto einen Literaturskandal aus. Das Werk wird nach der Veröffentlichung aus den Buchhandlungen konfisziert und verboten. Fernando Pessoa verfasst daraufhin für seinen verfolgten Freund die Streitschrift Antonio Botto und das Ästhetische Prinzip in Portugal, die den Künstler auch international bekannt macht.
- Der bengalische Lyriker Kazi Nazrul Islam veröffentlicht während der Kampagne der Nichtkooperation mit der britischen Kolonialmacht mehrere balladenhafte Gedichte, in denen er zur Einheit der Muslime und Hindus im revolutionären Kampf aufruft.

### Dramatik

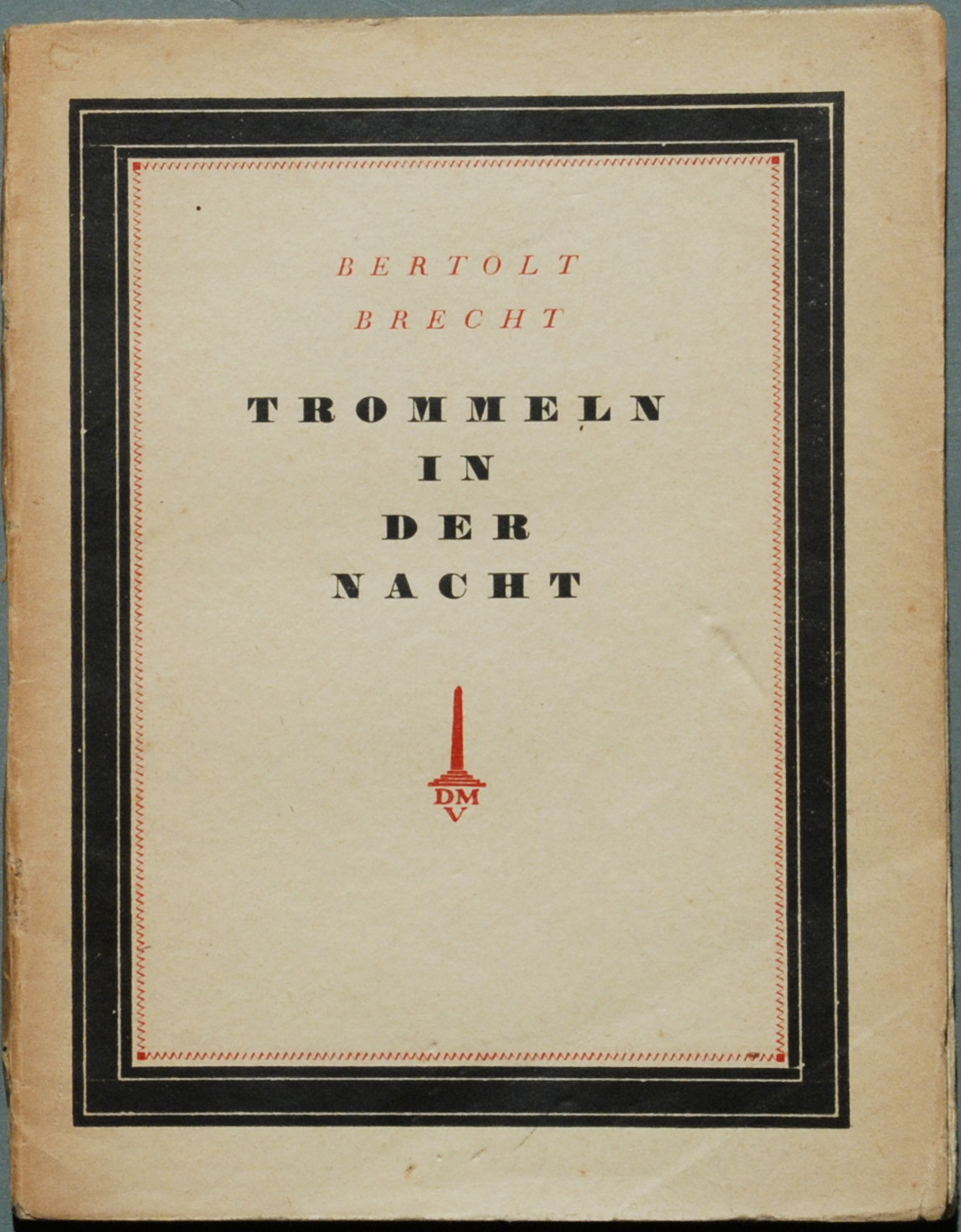
Trommeln in der Nacht, Erstdruck von 1922

- 12. August: Das Salzburger große Welttheater von Hugo von Hofmannsthal, als Nachdichtung von Calderóns Das große Welttheater, wird unter der Regie von Max Reinhardt in der Salzburger Kollegienkirche uraufgeführt.
- 29. September: Das Drama Trommeln in der Nacht wird als erstes Stück Bertolt Brechts inszeniert und unter Otto Falckenbergs Regie in den Münchner Kammerspielen uraufgeführt. Es spielen unter anderem Maria Koppenhöfer, Erwin Faber, Hans Leibelt und Kurt Horwitz. Zu den Premierengästen zählt Karl Valentin. Auch Brecht ist anwesend und tritt am Ende mit den Schauspielern auf die Bühne. Hermann Sinsheimer schreibt am nächsten Tag eine geradezu hymnische Rezension in den Münchner Neuesten Nachrichten. Der aus Berlin angereiste Theaterkritiker Herbert Ihering schreibt am 5. Oktober im Berliner Börsen-Courier: „Der vierundzwanzigjährige Dichter Bert Brecht hat über Nacht das dichterische Antlitz Deutschlands verändert“. Am 11. Oktober lobt die Kölnische Zeitung die „Revolutionskomödie“ des „jugendlichen Verfassers“ und nennt sie eine „schöne Talentprobe“. Am 20. Dezember hat das Stück auch am Deutschen Theater in Berlin Premiere. Es wird hier aber ein Misserfolg und nach wenigen Wochen abgesetzt. Bei den Proben vor der Premiere lernt Brecht Helene Weigel kennen.

### Religion
- 1. März: Der frisch gewählte Papst Pius XI. veröffentlicht das Apostolische Schreiben Cum proxime.
- 23. Dezember: Mit seiner Antrittsenzyklika Ubi arcano Dei verkündet der neue Papst Pius XI. sein Programm: pax christi in regno christi, Friede Christi in Christi Reich. Er macht sich ausdrücklich die pastoralen und politischen Anliegen seiner beiden Vorgänger Benedikt XV. und Pius X. zu eigen, verurteilt den „sozialen Modernismus“ und entwickelt positive Leitlinien für eine friedfertige Gesellschaftsordnung auf dem Fundament der katholischen Religion.

### Medienhäuser und Verlage

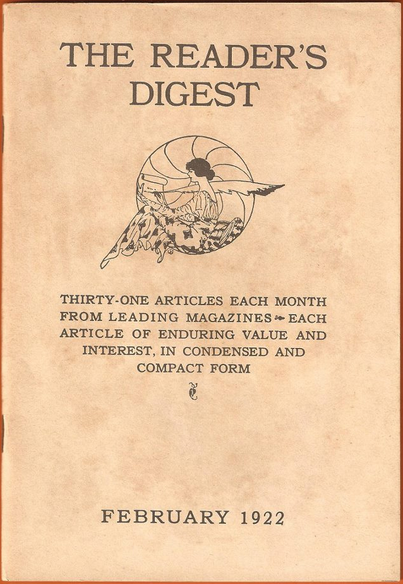
Erste Ausgabe des Reader's Digest, Februar 1922

- In New Jersey gründet das Ehepaar Lila Acheson Wallace und DeWitt Wallace die Zeitschrift Reader’s Digest. Die erste Ausgabe des Magazins erscheint am 5. Februar.
- 21. Juni: Wilhelm Goldmann gründet in Leipzig den Goldmann Verlag. Die deutsche Edition der Kriminalromane von Edgar Wallace wird zum Fundament für den verlegerischen Erfolg.
- 28. November: In New York City wird das Medienunternehmen Time Inc. gegründet, das im Laufe der Zeit zum größten Verleger in den Vereinigten Staaten aufsteigt.

### Preise und Auszeichnungen
- Der spanische Dramatiker Jacinto Benavente erhält „für die glückliche Weise, in der er die ehrenvollen Traditionen des spanischen Dramas weitergeführt hat“, den Nobelpreis für Literatur.
- Die Newbery Medal der Association for Library Service to Children wird erstmals verliehen: Hendrik Willem van Loon ist der erste Preisträger des Preises für Kinderliteratur.

## Geboren

### Januar bis März
- 01. Januar: Alois Vogel, österreichischer Schriftsteller († 2005)
- 02. Januar: Marie Bayerová, tschechische Übersetzerin deutschsprachiger Werke und Philosophin († 1997)
- 02. Januar: Blaga Dimitrowa, bulgarische Schriftstellerin und Lyrikerin († 2003)
- 04. Januar: Yamada Fūtarō, japanischer Schriftsteller († 2001)
- 10. Januar: Franz Kain, österreichischer Journalist, Schriftsteller und Politiker († 1997)
- 11. Januar: Jean-Pierre Moulin, Schweizer Journalist, Schriftsteller, Bühnenautor und Liedtexter († 2023)
- 13. Januar: Thomas Valentin, deutscher Schriftsteller († 1980)
- 14. Januar: Harald Zusanek, österreichischer Schriftsteller († 1989)
- 15. Januar: Franz Fühmann, deutscher Schriftsteller († 1984)
- 24. Januar: Anna Morawska, polnische Publizistin, Übersetzerin und Schriftstellerin († 1972)
- 25. Januar: Kurt Kranich, deutscher Journalist
- 30. Januar: Michel Peyramaure, französischer Journalist und Schriftsteller († 2023)
- 31. Januar: Marcel Jullian, französischer Autor, Publizist, Regisseur und Fernsehproduzent († 2004)

- 03. Februar: Andrej Lettrich, slowakischer Regisseur und Drehbuchautor († 1993)
- 05. Februar: Rudolf Lorenzen, deutscher Schriftsteller († 2013)
- 08. Februar: Erika Burkart, Schweizer Dichterin († 2010)
- 10. Februar: Árpád Göncz, ungarischer Schriftsteller, Übersetzer und Politiker († 2015)
- 13. Februar: Otto Tausig, österreichischer Schauspieler, Drehbuchautor und Regisseur († 2011)
- 14. Februar: Heinz Friedrich, deutscher Journalist und Verleger († 2004)
- 19. Februar: Władysław Bartoszewski, polnischer Historiker, Publizist und Politiker († 2015)
- 28. Februar: Ursula Rhode-Jüchtern, deutsche Kinderbuchautorin († 2011)

- 03. März: Alexandru Vona, rumänischer Schriftsteller, Architekt († 2004)
- 04. März: Iring Fetscher, deutscher Politologe und Autor († 2014)
- 04. März: Richard von Frankenberg, deutscher Automobilrennfahrer Journalist und Autor († 1973)
- 05. März: Pier Paolo Pasolini, italienischer Filmregisseur und Dichter († 1975)
- 07. März: Rolf Ulrici, deutscher Schriftsteller († 1997)
- 08. März: Heinar Kipphardt, deutscher Dramatiker († 1982)
- 12. März: Jack Kerouac, US-amerikanischer Schriftsteller († 1969)
- 21. März: Russ Meyer, US-amerikanischer Regisseur, Drehbuchautor, Produzent († 2004)
- 27. März: Dick King-Smith, britischer Kinderbuchautor († 2011)
- 27. März: Dan Kurzman, US-amerikanischer Journalist und Sachbuchautor († 2010)

### April bis Juni
- 02. April: Franz Ortner, österreichischer Journalist († 1988)
- 04. April: Máire Mhac an tSaoi, irischsprachige Dichterin und Prosaautorin († 2021)
- 09. April: Carl Amery, deutscher Schriftsteller und Umweltaktivist († 2005)
- 14. April: María Luisa Bemberg, argentinische Drehbuchautorin, Film- und Theaterregisseurin († 1995)
- 16. April: Kingsley William Amis, englischer Schriftsteller und Dichter († 1995)
- 16. April: John Christopher, englischer Science-Fiction-Autor († 2012)
- 19. April: Don Sharp, britischer Filmregisseur und Drehbuchautor († 2011)
- 21. April: Alistair MacLean, schottischer Schriftsteller († 1987)
- 24. April: Susanna Agnelli, italienische Politikerin und Autorin († 2009)
- 25. April: Miura Ayako, japanische Schriftstellerin († 1999)
- 27. April: Hans Bemmann, deutscher Schriftsteller († 2003)

- 05. Mai: Antonia Arnold, deutsche Schriftstellerin († 2007)
- 06. Mai: Julio Ardiles Gray, argentinischer Schriftsteller († 2009)
- 07. Mai: Dominique Aubier, französische Schriftstellerin († 2014)
- 10. Mai: Gunther Leupolt, Pädagoge, Studienrat, Autor heimatgeschichtlicher Literatur der Oberlausitz († 2017)
- 11. Mai: Fritz Senft, Schweizerischer Schriftsteller († 1997)
- 18. Mai: Orfila Bardesio, uruguayische Dichterin († 2009)
- 18. Mai: Ingeborg Bingener, deutsche Autorin und Politikerin († 2001)
- 28. Mai: José Craveirinha, mosambikanischer Dichter († 2003)
- 29. Mai: Eleanor Coerr, US-amerikanisch-kanadische Schriftstellerin († 2010)
- 30. Mai: Hal Clement, US-amerikanischer Science-Fiction-Schriftsteller († 2003)

- 01. Juni: Ruth Rehmann, deutsche Schriftstellerin († 2016)
- 02. Juni: Juan Antonio Bardem, spanischer Filmregisseur und Drehbuchautor († 2002)
- 02. Juni: Ruth Bunkenburg, deutsche Schauspielerin, Schriftstellerin und Hörspielsprecherin († 2015)
- 10. Juni: Robert Alan Aurthur, US-amerikanischer Schriftsteller, Drehbuchautor und Filmproduzent († 1978)
- 10. Juni: Luís Romano de Madeira Melo, kapverdischer Schriftsteller und Poet († 2010)
- 17. Juni: Paul Schallück, deutscher Schriftsteller († 1976)
- 20. Juni: Hans Ulrich Graf, Schweizer Politiker und Verleger († 2010)
- 27. Juni: Delfried Kaufmann, deutscher Romanautor († 2015)

### Juli bis September
- 02. Juli: Josef Guggenmos, deutscher Lyriker und Kinderbuchautor († 2003)
- 03. Juli: Corneille, niederländischer Maler, Bildhauer und Dichter († 2010)
- 05. Juli: Ilse Gräfin von Bredow, deutsche Schriftstellerin († 2014)
- 10. Juli: Enzo Barboni, italienischer Drehbuchautor und Regisseur († 2002)
- 11. Juli: Jerald terHorst, US-amerikanischer Journalist († 2010)
- 14. Juli: Ursula Lübbe, deutsche Verlegerin († 2016)
- 18. Juli: Georg Kreisler, österreichischer Kabarettist, Komponist, Satiriker und Schriftsteller († 2011)
- 26. Juli: Chairil Anwar, indonesischer Dichter († 1949)
- 30. Juli: Hansgeorg Stengel, deutscher Journalist, Schriftsteller, Satiriker und Kabarettist († 2003)

- 03. August: Manuel Correia de Oliveira Andrade, brasilianischer Autor, Historiker, Geograph, Jurist und Professor († 2007)
- 04. August: Georg Auer, österreichischer Journalist († 2004)
- 07. August: Josef W. Janker, deutscher Schriftsteller († 2010)
- 07. August: Boy Lornsen, deutscher Bildhauer und Schriftsteller († 1995)
- 08. August: Egon Schwarz, US-amerikanischer Literaturwissenschaftler österreichischer Herkunft († 2017)
- 08. August: Günter Steffens, deutscher Schriftsteller († 1985)
- 09. August: Sheila Cussons, Afrikaans schreibende südafrikanische Dichterin († 2004)
- 09. August: Klaus Nonnenmann, deutscher Schriftsteller († 1993)
- 11. August: Gustav Huonker, Schweizer Autor und Politiker († 2019)
- 18. August: Alain Robbe-Grillet, französischer Schriftsteller und Filmemacher († 2008)
- 19. August: Hans Adolf Halbey, deutscher Dichter und Lyriker († 2003)
- 21. August: Elisabeth Alexander, deutsche Schriftstellerin († 2009)
- 22. August: Margareta Bergman, schwedische Schriftstellerin († 2006)
- 23. August: Inge Deutschkron, deutsch-israelische Journalistin und Autorin († 2022)
- 25. August: Hellmut Andics, österreichischer Journalist und Autor († 1998)
- 25. August: Marie Marcks, deutsche Karikaturistin und Autorin († 2014)
- 29. August: Harri Asi, estnischer Schriftsteller und Lyriker († 2009)
- 29. August: Seán Cronin, irischer Republikaner, Journalist, Historiker, Autor, Biograf († 2011)
- 31. August: August Graf Kageneck, deutscher Journalist († 2004)

- 09. September: Manolis Glezos, griechischer Politiker und Autor († 2020)
- 09. September: Stephen Murray-Smith, australischer Herausgeber und Autor († 1988)
- 16. September: Ursula Wölfel, deutsche Kinderbuchautorin († 2014)
- 17. September: Agostinho Neto, erster Präsident von Angola, Dichter und nationalistischer Führer († 1979)
- 28. September: William E. Leuchtenburg, US-amerikanischer Historiker († 2025)

### Oktober bis Dezember

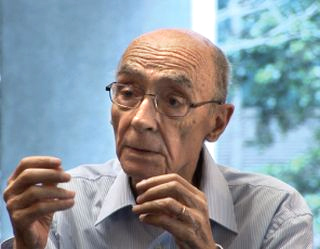
José Saramago

- 01. Oktober: Inge Merkel, österreichische Schriftstellerin († 2006)
- 15. Oktober: Agustina Bessa-Luís, portugiesische Schriftstellerin († 2019)
- 17. Oktober: Angel Wagenstein, bulgarischer Romancier und Drehbuchautor († 2023)
- 19. Oktober: Jack Anderson, US-amerikanischer Journalist († 2005)
- 19. Oktober: Ebrahim Golestan, iranischer Filmemacher und Schriftsteller († 2023)
- 21. Oktober: Peter Demetz, deutsch-tschechisch-US-amerikanischer Literaturwissenschaftler († 2024)
- 22. Oktober: Sícoris, andorranischer Journalist und Schriftsteller († 2006)
- 24. Oktober: Horst Stern, deutscher Journalist, Filmemacher und Schriftsteller († 2019)
- 26. Oktober: Hans Peterson, schwedischer Schriftsteller († 2022)
- 26. Oktober: Darcy Ribeiro, brasilianischer Anthropologe, Politiker, und Schriftsteller († 1997)
- 28. Oktober: Marie Louise Fischer, deutsche Schriftstellerin († 2005)

- 02. November: Antonio di Benedetto, argentinischer Schriftsteller († 1986)
- 09. November: Lauro Olmo, spanischer Schriftsteller († 1994)
- 11. November: Poldl Schuhwerk, bayerischer Heimatforscher, Dichter und Kunstmaler († 2005)
- 11. November: Kurt Vonnegut, US-amerikanischer Schriftsteller († 2007)
- 13. November: Ursula Adam, deutsche Journalistin und Dichterin († 1979)
- 15. November: Giorgio Manganelli, italienischer Schriftsteller, Journalist und Literaturwissenschaftler († 1990)
- 15. November: Francesco Rosi, italienischer Filmregisseur und Drehbuchautor († 2015)
- 16. November: José Saramago, portugiesischer Schriftsteller, Nobelpreisträger für Literatur († 2010)
- 23. November: Peter Lehner, Schweizer Dichter († 1987)
- 26. November: Charles M. Schulz, US-amerikanischer Comicautor († 2000)

- 02. Dezember: Jean-Charles, französischer Journalist und Schriftsteller († 2003)
- 03. Dezember: Henry Grunwald, Chefredakteur der „Time“ und US-amerikanischer Botschafter in Österreich († 2005)
- 15. Dezember: Kurt Weidemann, deutscher Grafikdesigner, Typograf, Autor und Lehrer († 2011)
- 19. Dezember: Walter Höllerer, deutscher Schriftsteller und Literaturwissenschaftler († 2003)
- 24. Dezember: Jonas Mekas, litauischer Filmregisseur und Schriftsteller († 2019)
- 28. Dezember: Stan Lee, US-amerikanischer Comicautor († 2018)
- 29. Dezember: William Gaddis, US-amerikanischer Schriftsteller († 1998)

### Genaues Geburtsdatum unbekannt
- Karlheinz Grosser, deutscher Schriftsteller

## Gestorben

### Todesdatum gesichert

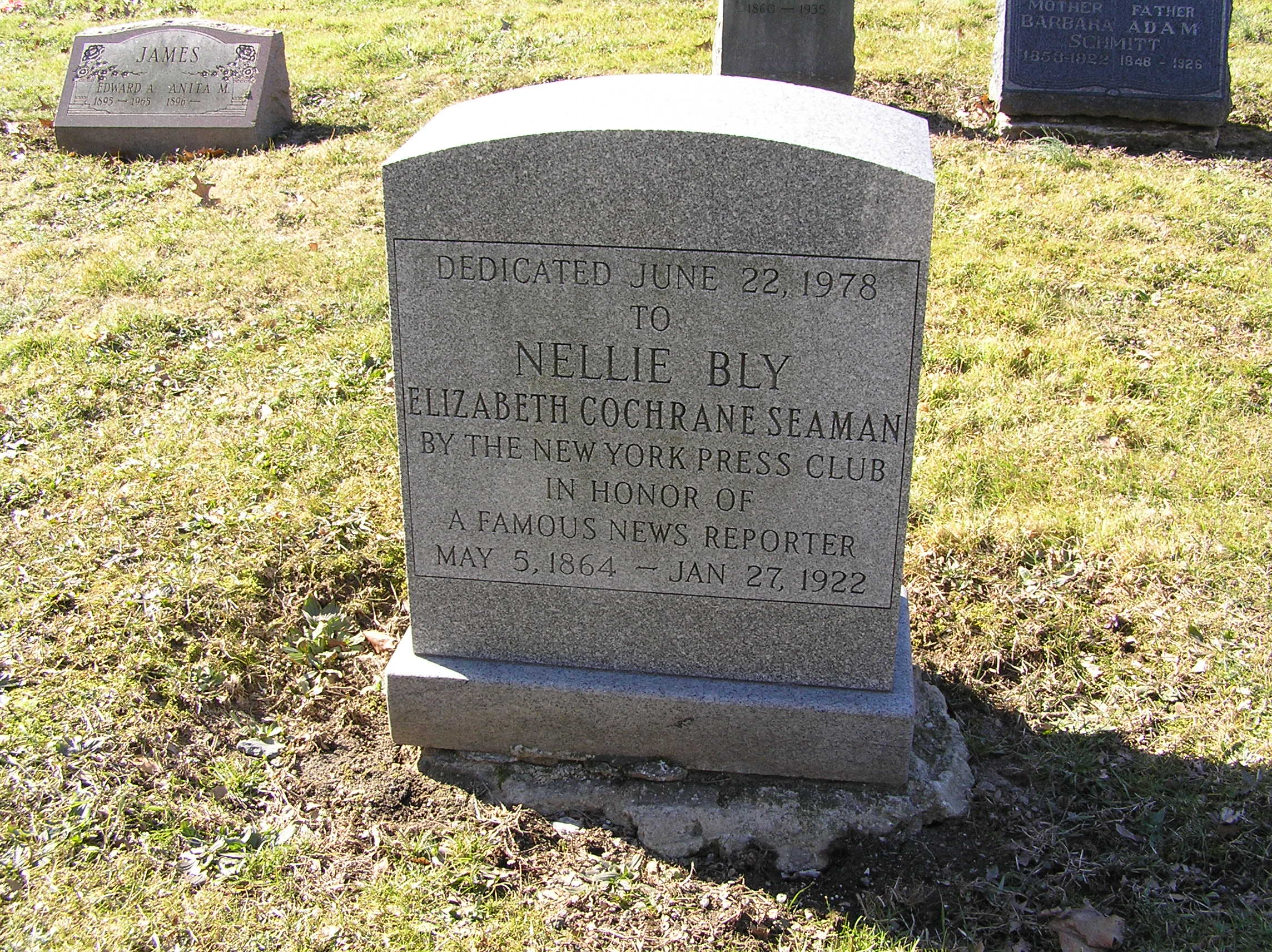
Nellie Blys Grab in New York City

- 27. Januar: Nellie Bly, US-amerikanische Journalistin und Weltreisende (* 1864)
- 27. Januar: Giovanni Verga, italienischer Schriftsteller (* 1840)
- 15. Februar: Clara Gertrud Wichmann, niederländische Juristin, Publizistin, Pazifistin (* 1885)
- 07. März: Carl Ludwig Schleich, deutscher Arzt und Schriftsteller (* 1859)

- 19. April: Marjorie Pickthall, kanadische und britische Schriftstellerin (* 1882)
- 26. April: Rudolf Jung, deutscher Historiker und Archivar (* 1859)
- 28. April: Joseph Aumer, deutscher Orientalist und Bibliothekar (* 1835)
- 28. Mai: Emilio Zanini, Schweizer Lehrer und Schriftsteller (* 1866)
- 20. Juni: Aeba Kōson, japanischer Schriftsteller und Theaterkritiker (* 1855)
- 27. Juni: Paul Schreckenbach, deutscher Pfarrer und Schriftsteller (* 1866)

- 21. Juli: Ulrich Farner, Schweizer Journalist und Mundartschriftsteller (* 1855)
- 18. August: William Henry Hudson, argentinisch-britischer Schriftsteller, Naturalist und Ornithologe (* 1841)
- 28. August: Friedrich Schrader, deutscher Schriftsteller und Orientalist (* 1865)

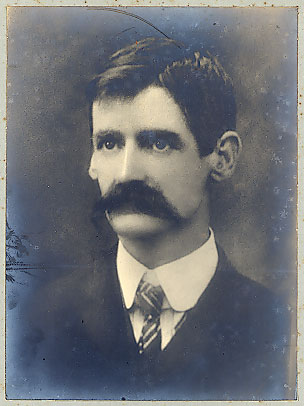
Henry Lawson, ca. 1902

- 02. September: Henry Lawson, australischer Autor und Poet (* 1867)
- 15. September: Fritz Stüber-Gunther, österreichischer Schriftsteller (* 1872)
- 25. September: Tōkai Sanshi, japanischer Schriftsteller (* 1852)
- 26. September: David Jakowlewitsch Aizman, russisch-jüdischer Schriftsteller (* 1869)
- 27. September: Philippe Godet, Schweizer Schriftsteller (* 1850)

- 14. Oktober: Beatriz Pinheiro, portugiesische Schriftstellerin, Dichterin und Redakteurin (* 1871)
- 24. Oktober: Wilhelm Bode, deutscher Goetheforscher (* 1862)
- 03. November: Jacques Bizet, französischer Unternehmer und Schriftsteller (* 1872)
- 16. November: Kunigunde Ansion, österreichische Schriftstellerin (* 1863)

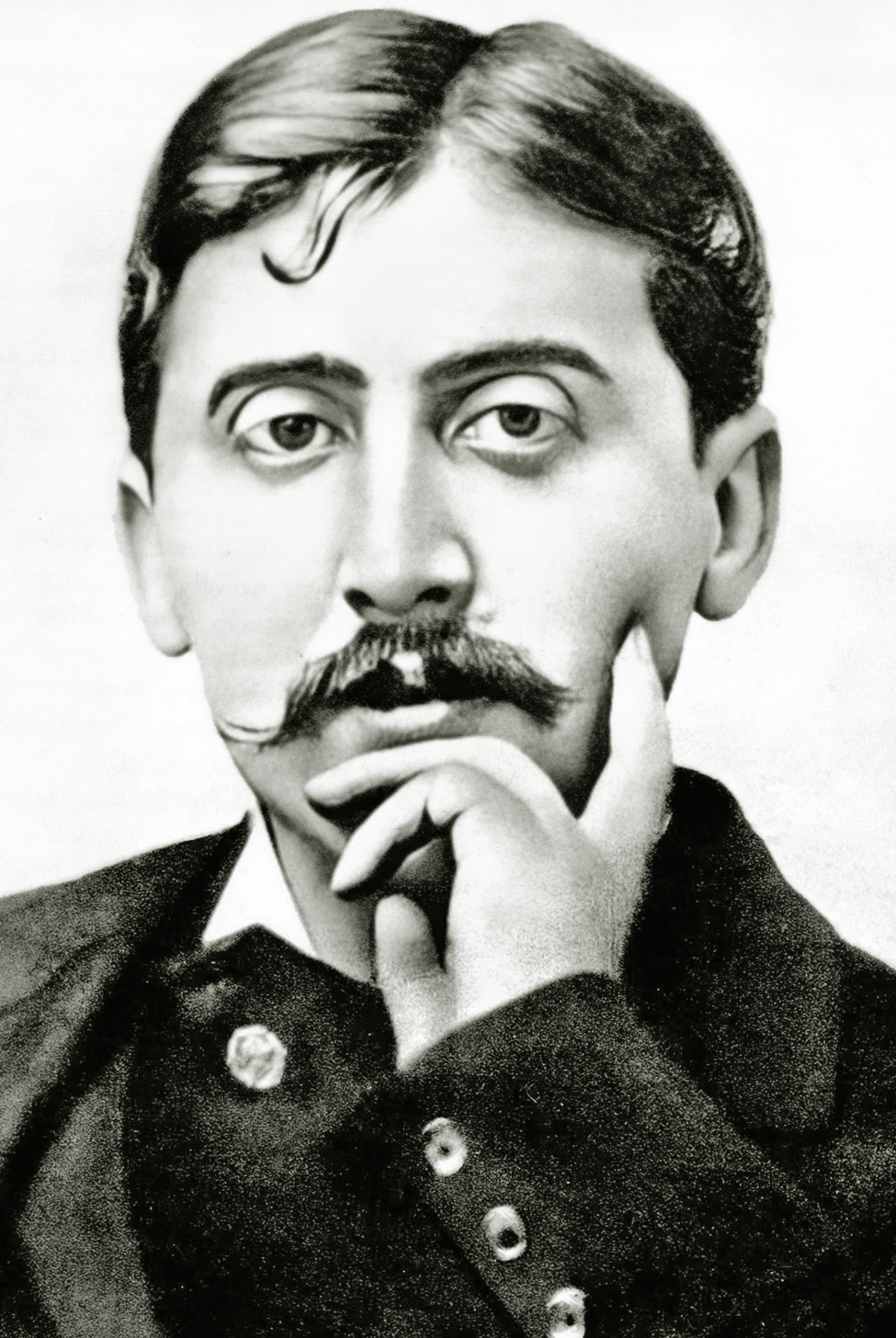
Marcel Proust, um 1900

- 18. November: Marcel Proust, französischer Romancier (* 1871)

### Genaues Todesdatum unbekannt
- Faraḥ Anṭūn, syrischer Journalist (* 1874)